# Тяньцзінь
Тяньцзінь — місто центрального підпорядкування Китаю.

## Історія
В епоху Цзінь і Юань Тяньцзінь називався «Чжи Гу», і був важливим річковим портом з перевезення зерна, пізніше це місто стало селищем під назвою Хайцзінь. На початку династії Мін це місто вперше почали називати Тяньцзінь. Тяньцзінь отримав статус міста в 1928 році.

## Географія
Тяньцзінь належить до Північного Китаю. Місто розташоване уздовж Бохайської затоки, на північній частині Великого китайського каналу, який пов'язаний з річками Хуанхе та Янцзи. З півночі, півдня і заходу Тяньцзінь межує з провінцією Хебей, а на північному заході — з територією Пекін. Зі сходу територія Тяньцзіня омивається Бохайською затокою. З Пекіном, який розташований за 96 км на північний захід, Тяньцзінь з'єднаний високошвидкісною залізницею.
Площа Тяньцзіня — 11 920 км² (30-е місце). Міська зона розташована уздовж річки Хайхе. Порти Тяньцзіня розташовані на деякому віддаленні від міської зони на березі Бохайскої затоки Тихого океану.
Рельєф — рівний, з прилеглими приморськими районами.

## Населення
Станом на кінець 2009 року, населення міста центрального підпорядкування Тяньцзінь становило 12 млн. 280 тис. осіб, з яких постійно проживало на території міста 9,8 млн осіб (постійно проживати — Хукоу). Серед Хукоу, 5 990 000 були міськими жителями, 3,81 млн. — сільськими. За прогнозами, населення буде рости до позначки 14 млн. (з яких 11 500 000 будуть міськими жителями).
Більшість населення — ханьці, проте в місті проживають 51 з 55 зареєстрованих на території КНР малих народностей. В основному вони представлені: хуей, корейцями, маньчжурами і монголами.
| Народи Тяньцзіня згідно з переписом 2000 року | Народи Тяньцзіня згідно з переписом 2000 року | Народи Тяньцзіня згідно з переписом 2000 року |
| Народи КНР                                    | Чисельність                                   | Відсоток                                      |
| --------------------------------------------- | --------------------------------------------- | --------------------------------------------- |
| китайці                                       | 9,581,775                                     | 97,29 %                                       |
| хуейцзу                                       | 172,357                                       | 1,75 %                                        |
| маньчжури                                     | 56,548                                        | 0,57 %                                        |
| монголи                                       | 11,331                                        | 0,12 %                                        |
| корейці                                       | 11,041                                        | 0,11 %                                        |
| чжуани                                        | 4,055                                         | 0,041 %                                       |
| туцзяни                                       | 3,677                                         | 0,037 %                                       |

## Транспорт
В місті працює метрополітен початкова ділянка якого відкрилася у 1984 році. На початку 2000-х метрополітен був закритий на реконструкцію, знов відкрився у 2004 році.

## Клімат
Попри близькість Жовтого моря, клімат у Тяньцзіні континентальний, з різкими перепадами температури.
| Клімат Тяньцзіню (1981–2010)                 | Клімат Тяньцзіню (1981–2010) | Клімат Тяньцзіню (1981–2010) | Клімат Тяньцзіню (1981–2010) | Клімат Тяньцзіню (1981–2010) | Клімат Тяньцзіню (1981–2010) | Клімат Тяньцзіню (1981–2010) | Клімат Тяньцзіню (1981–2010) | Клімат Тяньцзіню (1981–2010) | Клімат Тяньцзіню (1981–2010) | Клімат Тяньцзіню (1981–2010) | Клімат Тяньцзіню (1981–2010) | Клімат Тяньцзіню (1981–2010) | Клімат Тяньцзіню (1981–2010) |
| Показник                                     | Січ.                         | Лют.                         | Бер.                         | Квіт.                        | Трав.                        | Черв.                        | Лип.                         | Серп.                        | Вер.                         | Жовт.                        | Лист.                        | Груд.                        | Рік                          |
| Абсолютний максимум, °C                      | 14,3                         | 20,8                         | 30,5                         | 33,1                         | 40,5                         | 39,6                         | 40,5                         | 37,4                         | 34,9                         | 30,8                         | 23,1                         | 14,4                         | 40,5                         |
| Середній максимум, °C                        | 2,0                          | 5,7                          | 12,2                         | 20,9                         | 26,5                         | 30,2                         | 31,3                         | 30,5                         | 26,6                         | 19,9                         | 10,6                         | 3,8                          | 18,4                         |
| Середня температура, °C                      | −3,4                         | −0,1                         | 6,4                          | 14,7                         | 20,5                         | 24,8                         | 26,8                         | 25,9                         | 21,1                         | 14,1                         | 5,2                          | −1,2                         | 12,9                         |
| Середній мінімум, °C                         | −7,4                         | −4,4                         | 1,7                          | 9,3                          | 15,1                         | 20,0                         | 22,9                         | 22,2                         | 16,7                         | 9,4                          | 1,1                          | −5                           | 8,5                          |
| Абсолютний мінімум, °C                       | −18,1                        | −22,9                        | −17,7                        | −2,8                         | 4,5                          | 10,1                         | 16,2                         | 13,7                         | 6,2                          | −2,2                         | −11,4                        | −16,2                        | −22,9                        |
| Середня кількість сонячних годин на місяць   | 170,1                        | 170,2                        | 202,4                        | 223,8                        | 249,0                        | 226,9                        | 206,4                        | 204,4                        | 205,3                        | 196,1                        | 163,0                        | 157,6                        | 2,375,2                      |
| Норма опадів, мм                             | 2.4                          | 3.6                          | 8.1                          | 22.1                         | 37.3                         | 80.6                         | 148.8                        | 124.1                        | 44.6                         | 26.3                         | 10.7                         | 2.8                          | 511.4                        |
| Днів з опадами                               | 1,6                          | 2,0                          | 3,1                          | 4,5                          | 5,9                          | 7,8                          | 11,1                         | 9,4                          | 6,0                          | 4,7                          | 2,9                          | 2,0                          | 61                           |
| Вологість повітря, %                         | 57                           | 54                           | 51                           | 50                           | 55                           | 64                           | 75                           | 76                           | 69                           | 64                           | 61                           | 59                           | 61                           |
| -------------------------------------------- | ---------------------------- | ---------------------------- | ---------------------------- | ---------------------------- | ---------------------------- | ---------------------------- | ---------------------------- | ---------------------------- | ---------------------------- | ---------------------------- | ---------------------------- | ---------------------------- | ---------------------------- |
| Джерело: China Meteorological Administration |                              |                              |                              |                              |                              |                              |                              |                              |                              |                              |                              |                              |                              |

## Уродженці
- Ларрі Сіцкі (* 1934) — австралійський композитор і піаніст.
- Чжан Чжисін (1930—1975) — китайська комуністка, функціонерка пропагандистського апарату КПК.